# Stare Miasto (Kędzierzyn-Koźle)
Stare Miasto – jedno z 16 osiedli administracyjnych miasta Kędzierzyna-Koźla. 
Siedziba Rady Osiedla znajduje się przy ulicy Planetorza 3/1. Przewodniczącą Zarządu Osiedla (2023) jest Emilia Bandrowska.
Leży w zachodniej części miasta, w pobliżu Odry. Liczba mieszkańców w 2022 roku wynosiła 3118.
Do 1975 roku obszar ten znajdował się na terenie zniesionego miasta Koźle. 30 października 1975 włączony do miasta Kędzierzyna, przemianowanego 3 listopada 1975 na Kędzierzyn-Koźle.